# DNO
DNO ("DNO ASA") är ett norskt olje- och gasbolag med huvudkontor i Oslo i Norge.
Bland DNO:s största tillgångar finns fält i Jemen (varifrån huvuddelen av produktionen kommer) och Kurdistan i Irak.